# Yuya Asano
Yuya Asano (浅野 雄也 Asano Yūya?, Mie, 17 de febrero de 1997) es un futbolista japonés que juega como centrocampista en el Nagoya Grampus de la J1 League.

## Trayectoria
En 2019 se unió al Mito HollyHock.

## Clubes
| Club                       | País  | Año       |
| -------------------------- | ----- | --------- |
| Mito HollyHock             | Japón | 2019      |
| Sanfrecce Hiroshima        | Japón | 2019-2022 |
| Mito HollyHock (cedido)    | Japón | 2019      |
| Hokkaido Consadole Sapporo | Japón | 2023-2024 |
| Nagoya Grampus             | Japón | 2025-     |

## Palmarés

### Títulos nacionales
| Título         | Club                | País  | Año  |
| -------------- | ------------------- | ----- | ---- |
| Copa J. League | Sanfrecce Hiroshima | Japón | 2022 |